# 游錫堃
游 錫堃（ゆう しゃくこん、ヨウ シークン、1948年〈民国37年〉4月25日 - ）は、中華民国（台湾）の政治家。元立法院長。
民主進歩党（民進党）主席、総統府秘書長、行政院長を歴任した。民進党「四天王」の一人とされる。陳水扁総統の直系に属するが、自身の政治基盤は比較的弱い。そのため、謝長廷、蘇貞昌の2人に遅れをとり、2008年総統選挙での党公認を得られなかった。

## 経歴
農家に生まれる。13歳の時に父が結核で死去したため、宜蘭中学（今は国立宜蘭高級中学）を中退し農業に専念。その後、19歳の時に夜間学校に入学し、1985年に東海大学社会科学部政治学科を卒業した。政治の世界に触れると同時に、民主進歩党に入党している。
1981年から1989年まで、台湾省議会第7～8期議員。
1989年から1997年まで、宜蘭県長。
1998年から1999年まで、台北大衆捷運股份有限公司董事長（会長）。
1998年から2001年まで、台北芸術大学教授。
1999年から2000年まで、民進党秘書長。
2000年、行政院副院長。
2000年から2002年まで、総統府秘書長。
2002年から2005年まで、行政院長。
2005年、総統府秘書長。
2006年から2007年まで、民進党第十一代党主席。
2007年9月21日、首長特別費（交際費）を偽造した領収書で引き出し、不正に使用したとして横領罪などの容疑で、呂秀蓮副総統、陳唐山国家安全会議秘書らと共に台湾の検察当局に起訴された。
2020年の第10回立法委員選挙で比例代表から出馬し当選。同年2月1日の立法院長選挙で立法委員113人中73票を得て立法院長に当選。
2024年の第11回立法委員選挙でも比例代表から出馬し再選されたが、同年2月1日の立法院長選挙で再選に失敗したため、同日に立法委員を辞任。

## 選挙記録
| 年度 | 選挙                | 選挙区                 | 所属政党   | 得票数    | 得票率 | 当選 | 注釈 |
| ---- | ------------------- | ---------------------- | ---------- | --------- | ------ | ---- | ---- |
| 1981 | 第7回台湾省議員選挙 | 宜蘭県選挙区           | 無党籍     | 41,631    | 24.27% |      |      |
| 1985 | 第8回台湾省議員選挙 | 宜蘭県選挙区           | 無党籍     | 88,555    | 43.98% |      |      |
| 1989 | 第11回宜蘭県長選挙  | 宜蘭県                 | 民主進歩党 | 119,037   | 54.48% |      |      |
| 1993 | 第12回宜蘭県長選挙  | 宜蘭県                 | 民主進歩党 | 116,959   | 57.49% |      |      |
| 2008 | 第7回立法委員選挙   | 不分区および海外華僑枠 | 民主進歩党 | 3,610,106 | 36.91% |      |      |
| 2012 | 第8回立法委員選挙   | 不分区および海外華僑枠 | 民主進歩党 | 4,556,424 | 34.62% |      |      |
| 2014 | 第2回新北市長選挙   | 新北市                 | 民主進歩党 | 934,774   | 48.78% |      |      |
| 2020 | 第10回立法委員選挙  | 不分区および海外華僑枠 | 民主進歩党 | 4,811,241 | 33.98% |      |      |
| 2024 | 第11回立法委員選挙  | 不分区および海外華僑枠 | 民主進歩党 | 4,982,062 | 36.16% |      |      |